# Mestna knjižnica Izola
Mestna knjižnica Izola je osrednja splošna knjižnica s sedežem v Izoli.